# 서태지 밴드
서태지 밴드는 대한민국의 가수 서태지의 6집 앨범 이후 서태지와 함께 활동하는 밴드를 지칭한다. 각자 팀에서 활동하면서 서태지 앨범 작업 및 공연 때에 모이는 것으로 알려져 있다.
2017년 8월 14일 서태지의 V앱 방송(https://web.archive.org/web/20170815094633/http://www.vlive.tv/video/38012)에 9집 라인업이 공연 연습을 하는 모습을 볼 수 있다.

## 구성원
- 보컬 : 서태지
- 기타 : 답십리안(TOP본명: 안성훈, 6집~현재)
- 베이스 : 강준형(8집~현재)
- 드럼 : 최현진(8집~현재)
- 키보드 : 닥스킴(Docs Kim, 9집~현재)

### 이전 구성원
- 드럼 : 헤프 홀터(Heff Holter, 6~7집)
- 베이스 : 몽키(Monkey, 본명: 박상욱, 6~7집)
- 기타 : 락(Rock, 본명: 최창록, 디아블로의 소속멤버, 6~7집)
- 키보드 : 김석중(Ooparts, 8집)